# Ramulus nigrifactus
Ramulus nigrifactus är en insektsart som först beskrevs av Chen, S.C. och Y. Li 2002.  Ramulus nigrifactus ingår i släktet Ramulus och familjen Phasmatidae. Inga underarter finns listade i Catalogue of Life.